# 錫維爾 (新澤西州)
錫維爾（英語：Seaville）是位於美國新澤西州開普梅縣的普查規定居民點。

## 人口
根據2020年美國人口普查的數據，錫維爾的面積為8.50平方千米，皆為陸地。當地共有人口816人，而人口密度為每平方千米96人。